# Sámuel Gyulay

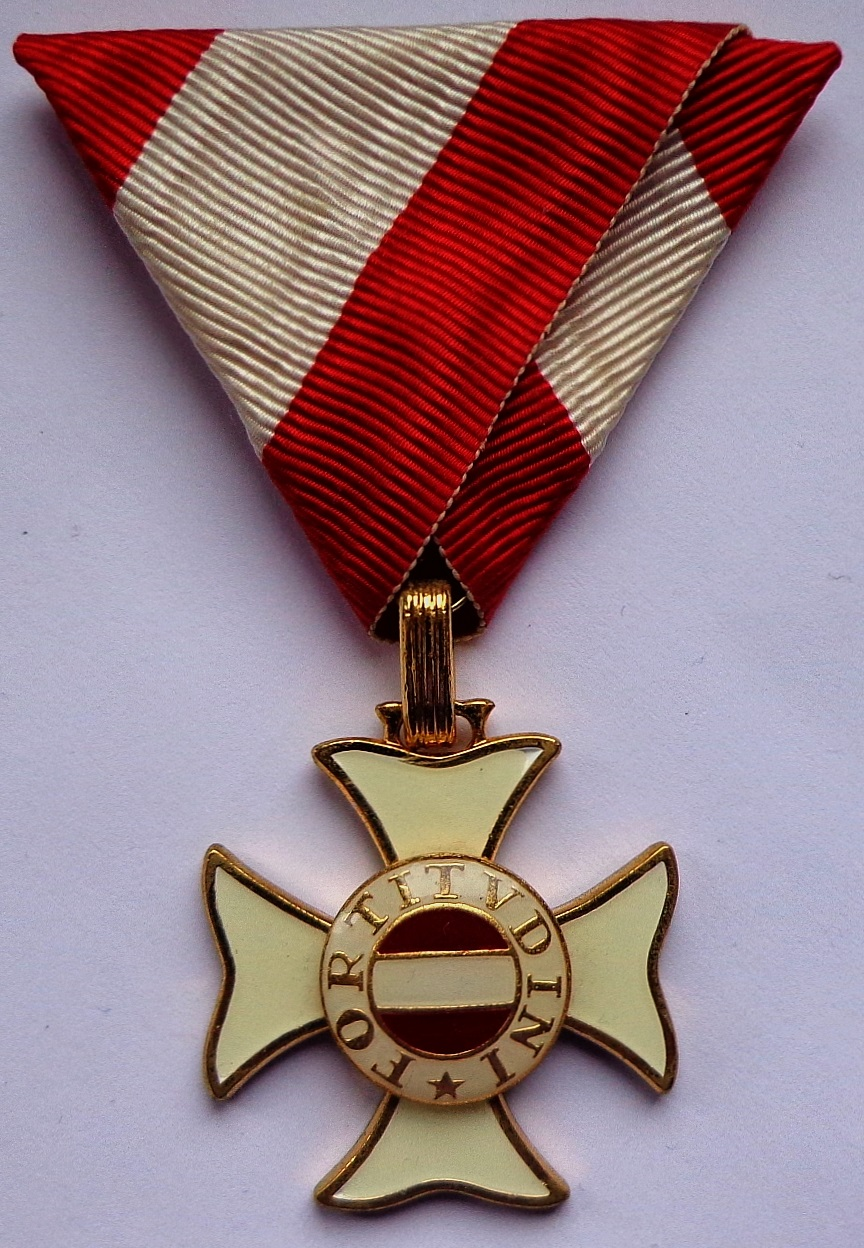
Ritterkreuz des Militär-Maria-Theresien-Ordens

Sámuel Graf Gyulay von Marosnémeth und Nádaska (* 1723 in  Nádaska, Ungarn; † 24. April 1802 in Bere, Ungarn) war österreichischer Feldmarschallleutnant.

## Herkunft
Seine Eltern waren der Feldmarschall-Lieutenant Franz von Gyulay (* 11. August 1674; † 18. Oktober 1728) und dessen Ehefrau die Gräfin Mária Bánffy de Losoncz.

## Leben
Sámuel Gyulai begann seine militärische Laufbahn im österreichischen Erbfolgekrieg und wurde bereits im Jahr 1752 Major. Am Beginn des Siebenjährigen Krieges nahm er am Vorstoß nach Berlin teil und wurde 1759 dann Oberst.
Während des Krieges kämpfte er bei Meißen, Maxen und Torgau.
Er erwarb als Oberst bei Teplitz  am 2. Aug. 1762 den Maria-Theresia-Orden (1763),
Nach dem Frieden von Hubertusburg wurde er mit dem Regiment nach Hermannstadt versetzt. Im Jahr 1767 zum Generalmajor befördert, wurde er am 28. März 1773 Inhaber des Infanterie-Regiments Nr. 31 und am 6. Januar 1777 Feldmarschallleutnant. Von 1777 bis 1786 war er Befehlshaber der Kroatischen Militärgrenze in Karlstadt (Karlovac). Er kam als Kommandant von Karlsburg in Siebenbürgen, wo er am 24. April 1802 starb.
Er war mit der Baronesse Anna Bornemisza de Kaszon verheiratet. Das Paar hatte mehrere Kinder:
- Ignác (1763–1831), Ban von Kroatien ⚭ Julia von Edelsheim (1779–1830), Eltern von Ferencz József Gyulay
- Albert (1766–1831), Feldmarschallleutnant ⚭ Julia Wynants († 1824)
- Samuel († 30. Dezember 1794) ⚭ Borbála Bornemisza
- Krisztina (* 1760; † 19. Februar 1785) ⚭ 1779 Graf Zsigmond Kornis de Gönczruszka (* 1750; † 13. April 1809)[3]